# Charles-Marie-Esprit Espinasse
Pour les articles homonymes, voir Espinasse.
Ne doit pas être confondu avec Charles Spinasse.
Charles-Marie-Esprit Espinasse né le 2 avril 1815 à Castelnaudary (Aude) et tué à l'ennemi à la bataille de Magenta (Lombardie) le 4 juin 1859 est un général et homme politique français, ministre de l'Intérieur et de la Sûreté générale du 8 février 1858 au 14 juin 1858 et sénateur de 1858 à 1859.

## Biographie
Il est le fils de Jean et de Germaine Robert (fille de Guillaume-Charles Robert). Il entre à l'école militaire de Saint-Cyr en 1833 et en ressort sous-lieutenant au 47e Régiment d'Infanterie de Ligne. Il effectue la première moitié de sa carrière en Afrique, notamment dans la Légion étrangère et est blessé durant la campagne d'Algérie (1835-1849). Promu capitaine au 1er régiment de chasseurs à pied (17 janvier 1841) puis chef de bataillon aux zouaves (184), il utilise l'innovation de la colonne "sans sac", ce qui lui permettra de faire faire à sa troupe "22 lieues en 26 heures", soit entre 85 et 100 km !
Il passe ensuite au 22e léger puis au 42e régiment d'infanterie de ligne avec lequel il participe à l'expédition de Rome.
Promu Colonel du 42e de ligne (juillet 1851), il prend part à la répression des troubles qui surviennent à Paris lors du coup d'État du 2 décembre 1851. Caserné au camp de l'Esplanade des Invalides, le 42e régiment commandé par le colonel Espinasse, accompagné du 6e régiment, prend notamment sans coup férir l'Assemblée nationale dans la matinée du 2 décembre. Durant les jours qui suivent le 2 décembre, 26 884 personnes sont arrêtées dans toute la France. Environ 21 000 d'entre elles sont condamnées, notamment au bagne ou à la transportation en Algérie. Ces mesures de répression, qui inquiètent le président Louis-Napoléon Bonaparte, l'amènent à déléguer en mission extraordinaire Espinasse, le général Canrobert ainsi que le conseiller d'État Alexandre Quentin Bauchart, afin de réviser les décisions prises et de préparer des mesures de grâce. Au contraire de Quentin-Bauchart, Espinasse et Canrobert, chargés du Sud-Ouest et du Languedoc, font preuve de peu d'indulgence envers les condamnés avec un petit millier de grâces accordées, amenant alors Louis-Napoléon Bonaparte à user également largement de son droit de grâce.
Quelques mois plus tard, le colonel Espinasse est promu général de brigade puis devient aide de camp au sein de la maison militaire de l'Empereur Napoléon III.
Lors de la guerre de Crimée, il commande une brigade de la première division de l'armée d'Orient (1854) mais est victime du choléra. Rétabli, il assiste au combat de la Tchernaïa, ainsi qu'à la bataille de Malakoff.

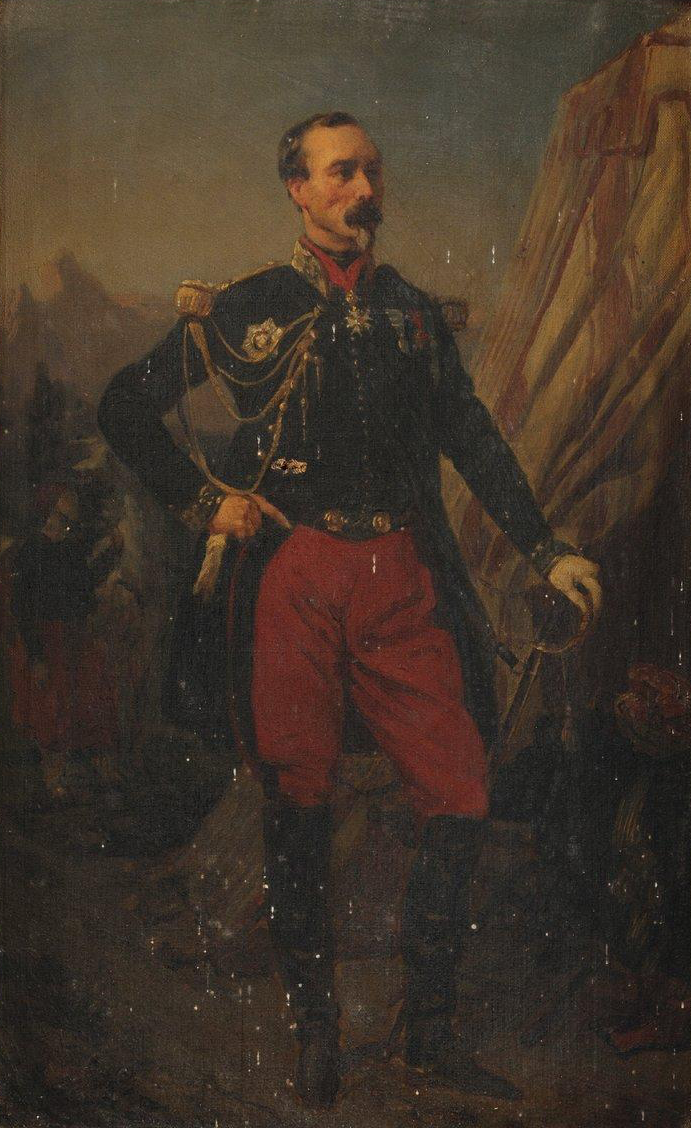
Portrait du général Espinasse.

Général de division (promu le 29 août 1855), grand-officier de la Légion d'honneur, inspecteur général de l'infanterie (1857), Espinasse devient, après l’attentat d'Orsini (14 janvier 1858), ministre de l'Intérieur et de la sûreté générale (7 février-14 juin 1858). À cette fonction, il fait voter une loi de sûreté générale. Mais sa tentative pour contraindre les administrations hospitalières d'échanger leurs biens-fonds contre des rentes sur l'État trouble tellement l'opinion publique que Napoléon III se désolidarise de son ministre et, par décret du 14 juin 1858, le nomme  sénateur pour l'écarter sobrement du gouvernement.
Il reçoit, en 1859, un nouveau commandement dans l'armée et participe à la campagne d’Italie. Il est tué, le 4 juin 1859, à la bataille de Magenta.

## Famille
Marié en 1853 à Marie Festugière, fille de Adrien Festugière de Ruat, maître de forges, et de Julia Marie Antoinette O'Tard de La Grange, il eut trois enfants : le général Louis Napoléon Eugène Jules Jean Espinasse, Adrienne (épouse du général Philippe de Fontenilliat) et Germaine.

## Distinctions
- Légion d'honneur[8],[9]
  -  Chevalier de la Légion d'honneur en 1842
  -  Officier de la Légion d'honneur en 1849
  -  Commandeur de la Légion d'honneur en 1856[10]
- Ordre pontifical de Saint-Grégoire-le-Grand
- Ordre du Bain (Royaume-Uni)
- Médaille de Crimée de S.M. la Reine d'Angleterre